# Xestocephalus paganurus
Xestocephalus paganurus är en insektsart som beskrevs av Melichar 1903. Xestocephalus paganurus ingår i släktet Xestocephalus och familjen dvärgstritar. Inga underarter finns listade i Catalogue of Life.